# Chrysotimus chlorina
Chrysotimus chlorina är en tvåvingeart som beskrevs av Negrobov 1968. Chrysotimus chlorina ingår i släktet Chrysotimus och familjen styltflugor. Inga underarter finns listade i Catalogue of Life.